# Alpenrosen-Nacktbasidie
Die Alpenrosen-Nacktbasidie (Exobasidium rhododendri) ist ein endoparasitischer Pilz aus der Familie der Nacktbasidienverwandten (Exobasidiaceae). Er befällt alle immergrünen Arten der Gattung Rhododendron, wo er Wucherungen auslöst.

## Symptome und Biologie
Der Befall mit Exobasidium rhododendri führt zu gallartigen Hypertrophien, die Alpenrosen-Apfel, auch Ohrläppchen-Krankheit oder Saftapfel genannt werden. Dabei handelt es sich um anfangs gelblichweiße, später rote, fleischige Wucherungen, die an den beiden Alpenrosen-Arten Rostblättrige Alpenrose (Rhododendron ferrugineum) und Bewimperte Alpenrose (Rhododendron hirsutum) sowie ihren Hybriden und bei vielen in Gärten kultivierten Rhododendren wie Rhododendron indicum auftreten. 
Die Hyphen liegen intrazellulär. Die langgestreckten, breiten Basidien befinden sich zwischen den Zellen der Wirtspflanze. Sie tragen an kurzen Sterigmen zwei bis drei Sporen. Es sind keine Paraphysen vorhanden. Eine Fruchtkörperbildung gibt es – wie bei allen Exobasidiales – nicht.
Exobasidium rhododendri sollte nicht mit Exobasidium horvathianum verwechselt werden. Dieser seltenere Pilz schmarotzt in der freien Natur im Schwarzmeergebiet auf Rhododendron ponticum und tritt in Gärten nur selten auf.

## Verbreitung
Wie seine Wirtsarten kommt der Pilz Exobasidium rhododendri in den Alpen, den Pyrenäen und der Tatra in der Krummholzregion alpiner und subalpiner Lagen, selten in tieferen Bereichen vor. Daher ist dieser Pilz in Gärten auf kultivierten Rhododendren-Arten wesentlich seltener anzutreffen als im Gebirge, wo er auf der entsprechenden Höhenstufe überall auf den Rhododendren parasitiert.